# 진명여자중학교
진명여자중학교(晋明女子中學校)는 대한민국 경상남도 진주시 하대동에 있는 공립 중학교이다.

## 학교 연혁
- 1980년 1월 24일 : 진주서여자중학교 설립인가(6학급)
- 1980년 3월 5일 : 개교(입학식 거행)
- 1993년 2월 18일 : 신축교사로 학교 이전(현 위치)
- 1998년 6월 26일 : 학교 강당 준공(면적 1,458.8m2)
- 1999년 3월 1일 : 진명여자중학교로 교명 변경
- 2003년 3월 1일 : 학급 배정(30학급)
- 2008년 3월 1일 : 특수학급 신설
- 2021년 9월 1일 : 제17대 남행주 교장 취임
- 2022년 12월 30일 : 제41회 졸업장 수여식(졸업생 246명) (누적졸업생수 18,039명)
- 2023년 3월 2일 : 신입생 입학(6학급 147명)

## 참고 자료
- 진명여자중학교 - 한국교육학술정보원 학교알리미